# Костелло, Луиза Стюарт
Луи́за Стю́арт Косте́лло (англ. Louisa Stuart Costello; 9 октября 1799 — 24 апреля 1870) — английская писательница. Сестра Дадли Костелло.
Напечатала томик стихов «The Maid of the Cyprus Isle and other poems», потом писала прекрасные путевые очерки, талантливо описывая французскую жизнь и французские нравы. В этом роде ею написаны: «A summer amongst the bocages and the vines», «Pilgrimage to Auvergne», «Beam and the Pyrenees». Интересна её книга «Specimens of the Early Poetry of France», иллюстрированная прекрасными миниатюрами работы её и её брата. Другие сочинения: исторические романы — «The queen Mother», «Gabrielle», «Jacques Coeur», «Clara Fane», стихотворные сборники на восточные темы — «The rose garden of Persia», «Lay of the Stork», «Memoirs of eminent English women» и пр.